# Karel Meijer
Karel Meijer (Amsterdam, 26 giugno 1884 – Amstelveen, 29 dicembre 1967) è stato un pallanuotista olandese.
Faceva parte della squadra olandese di pallanuoto, che finì quarta ai Giochi di Londra 1908. 
Dodici anni dopo è stato membro della squadra olandese di pallanuoto, che è arrivata sesta ai Giochi di Anversa 1920.
Era il fratello minore di Eduard Meijer.